# 波号第六潜水艦
| 波号第六潜水艦 |                                                                |
| 艦歴           |                                                                |
| 計画           |                                                                |
| 起工           | 1910年3月22日                                                  |
| 進水           | 1912年7月18日                                                  |
| 就役           | 1912年9月30日竣工                                              |
| その後         | 1923年6月15日 波号第六潜水艦に改称                             |
| 除籍           | 1929年12月1日                                                  |
| 性能諸元       |                                                                |
| 排水量         | 常備：304トン 水中：335トン                                    |
| 全長           | 38.63m                                                         |
| 全幅           | 3.98m                                                          |
| 吃水           | 3.36m                                                          |
| 機関           | スタンダード・ガソリン機関1基1軸 水上：1,000馬力 水中：300馬力 |
| 速力           | 水上：10.8kt 水中：7kt                                         |
| 航続距離       | 水上：10.8ktで560海里 水中：4ktで60海里                        |
| 燃料           | ガソリン                                                       |
| 乗員           | 26名                                                           |
| 兵装           | 45cm魚雷発射管 艦首2門 魚雷2本                                 |
| 備考           | 安全潜航深度：30.5m                                            |

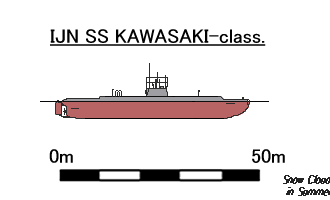
川崎型潜水艦艦型図

波号第六潜水艦（はごうだいろくせんすいかん）は、大日本帝国海軍の潜水艦。艦級は川崎型（かわさきがた）で同型艦はない。川崎造船所が設計、建造を行った初の国産潜水艦である。竣工は1912年(大正元年)9月30日で、竣工時の名称は第十三潜水艇であった。それ以前に購入したヴィッカース社のC1型、C2型潜水艦との比較研究のために建造されたが、速力や航続力の点で劣ったため、この後暫く外国の潜水艦を購入して研究する時期が続いた。

## 艦歴
- 1910年（明治43年）3月22日 川崎造船所で起工
- 1912年（明治45年）7月18日 進水
- 1912年（大正元年）9月30日 竣工。潜水艇に類別。艦名は第十三潜水艇
- 1916年（大正5年）8月4日 二等潜水艇に類別
- 1919年（大正8年）4月1日 三等潜水艦に類別、艦名を第十三潜水艦に改称
- 1923年（大正12年）6月15日 波号第六潜水艦に改称
- 1929年（昭和4年）12月1日 除籍

## 艦長等
艦長
- 原龍朔 大尉：1920年12月1日[2] - 1921年12月1日[3]
- 山崎重暉 大尉：1921年12月1日 - 1922年5月30日[4]
- 河村文平 大尉：1922年5月30日[4] -